# 下巴尼亞

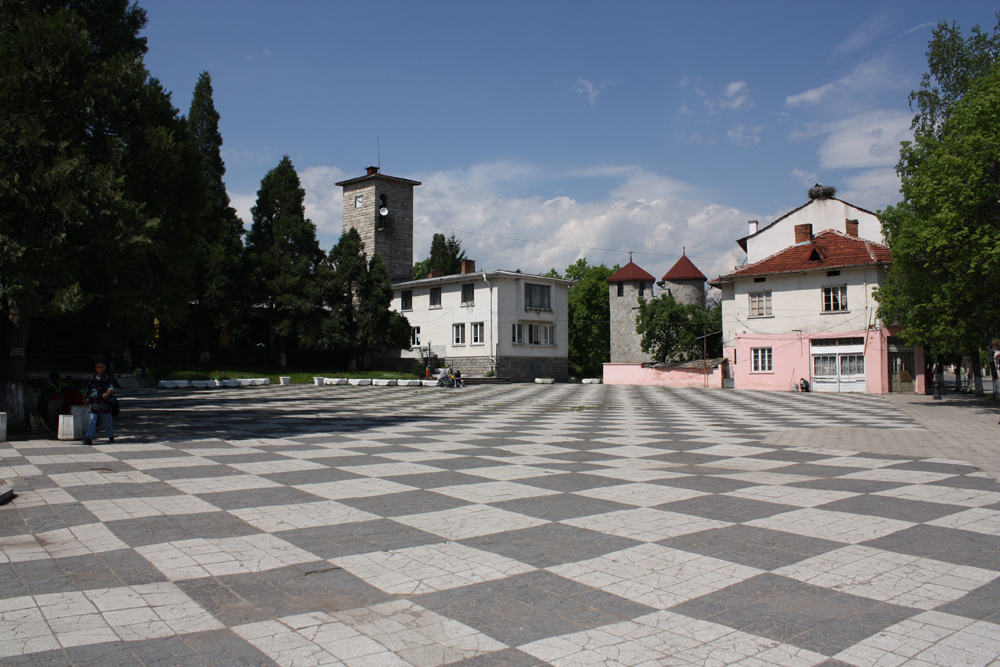
广场边上的钟楼和图书馆

下巴尼亞是保加利亞中部索菲亞州下巴尼亞市鎮的城鎮及行政中心，距離首都索菲亞80公里，海拔高度643米，受大陸性氣候影響，2005年人口5,667，居民主要信奉東正教。

## 外部連結
- Official website（页面存档备份，存于）
- Golf Club Ibar（页面存档备份，存于）